# Liste des évêques de Manchester
Cette page présente la liste des évêques de Manchester
Le diocèse de Manchester (Dioecesis Manchesteriensis) dont le siège est à Manchester, dans le New Hampshire aux États-Unis, a été créé le 15 avril 1884, par détachement de celui de Portland.

## Liste des évêques
- 18 avril 1884-† 13 décembre 1903 : Denis Bradley (Denis Mary Bradley)
- 18 avril 1904-† 11 juin 1906 : John Delany (John Bernard Delany)
- 16 décembre 1906-† 6 août 1931 : George Guertin (George Albert Guertin)
- 13 mai 1932-† 15 mars 1944 : John Peterson (John Bertram Peterson)
- 11 novembre 1944-† 21 septembre 1959 : Matthew Brady (Matthew Francis Brady)
- 27 novembre 1959-30 janvier 1974 : Ernest Primeau (Ernest John Primeau)
- 12 décembre 1974-12 juin 1990 : Odore Gendron (Odore Joseph Gendron)
- 12 juin 1990-† 30 novembre 1997 : Leo O'Neil (Leo Edward O'Neil)
- 21 juillet 1998-19 septembre 2011 : John McCormack (John Brendan McCormack)
- depuis le 19 septembre 2011 : Peter Libasci (Peter Anthony Libasci)

## Sources
- (en) Fiche du diocèse sur le site catholic-hierarchy.org.